# Zaviyeh
Zaviyeh (en persa: زاويه, romanizado como Zāvīyeh y Zāvyeh, también conocida como Shahr-e Zāvīyeh y Zārīyeh) es una ciudad del Distrito Central del condado de Zarandieh, provincia de Markazi, Irán. En el año 2006, tenía una población estimada en 6,141 habitantes.